# Rincón del Bosque, Tapachula
Rincón del Bosque är en ort i Mexiko.   Den ligger i kommunen Tapachula och delstaten Chiapas, i den sydöstra delen av landet, 900 km sydost om huvudstaden Mexico City. Rincón del Bosque ligger 113 meter över havet och antalet invånare är 301.
Terrängen runt Rincón del Bosque är lite kuperad. Runt Rincón del Bosque är det ganska tätbefolkat, med 239 invånare per kvadratkilometer. Närmaste större samhälle är Tapachula, 4,3 km nordost om Rincón del Bosque. Trakten runt Rincón del Bosque består till största delen av jordbruksmark.